# Comuna de Srokowo
Srokowo (polaco: Gmina Srokowo) é uma gminy (comuna) na Polónia, na voivodia de Vármia-Masúria e no condado de Kętrzyński. A sede do condado é a cidade de Srokowo.
De acordo com os censos de 2004, a comuna tem 4293 habitantes, com uma densidade 22,1 hab/km².

## Área
Estende-se por uma área de 194,63 km², incluindo:
- área agrícola: 62%
- área florestal: 23%

## Demografia
Dados de 30 de Junho 2004:
|                      | Total   | Total | Mulheres | Mulheres | Homens  | Homens |
| -------------------- | ------- | ----- | -------- | -------- | ------- | ------ |
|                      | pessoas | %     | pessoas  | %        | pessoas | %      |
| População            | 4293    | 100   | 2115     | 49,3     | 2178    | 50,7   |
| Densidade (pop./km²) | 22,1    | 100   | 10,9     | 10,9     | 11,2    | 11,2   |

De acordo com dados de 2002, o rendimento médio per capita ascendia a 1488,39 zł.

## Comunas vizinhas
- Barciany, Kętrzyn, Comuna de Węgorzewo.